# Буруту
Буру́ту (англ. Burutu) — город, порт и район местного управления в Нигерии. Расположен в штате Дельта, в дельте Нигера, на обоих берегах Форкадоса, рукава Нигера, в 32 километрах выше по течению от залива Бенин, юго-западнее порта Варри. Служил для Королевской Нигерской компании узлом, связывающим речной и морской транспорт Нигерии. Королевская Нигерская компания установила здесь базу в конце XIX века. Население района местного самоуправления 209 666 человек (2006).
Буруту экспортирует пальмовое масло, пальмовое ядро, каучук и древесину из окрестностей. Он также экспортирует арахис и хлопок из Северной Нигерии и Чада, изделия из пальмы и древесину из Восточной Нигерии, а также семена кунжута и арахис из штатов Коги, Бенуэ и Плато. Эти товары доставляются моторными речными судами, которые поднимаются по Форкадосу и Нигеру вверх по течению, в Оничу, крупнейший порт Нигера, а затем спускаются в порт Буруту.
Оффшорные нефтяные месторождения были открыты около Буруту в 1964 году, а в следующем году была экспортирована первая сырая нефть из этого государства (из пункта погрузки в море). Порт Буруту затмил порт Форкадос в 8 километрах ниже по течению, который является бывшим пунктом перевалки товаров, предназначенных для Лагоса, столицы Нигерии. В Буруту развито судостроение и судоремонт,  также он служит сельскохозяйственным торговым центром для народа иджо. В Буруту есть больница.